# 电影类型

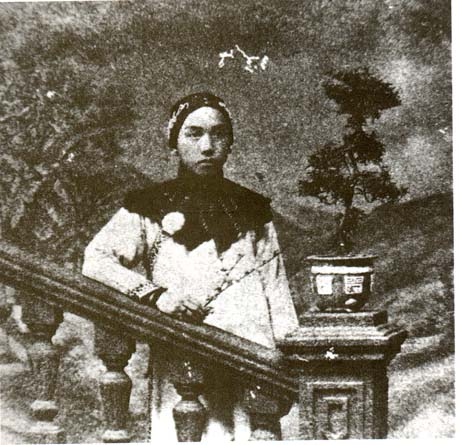
早期的香港電影，古裝無聲黑白片《莊子試妻》（由黎北海導演兼飾演主角莊子，黎民偉編劇兼反串飾演莊子之妻。拍攝於1913年的香港）

電影類型（英語：Film Genre），也稱片種，指的是基於電影的敘事元素和情感反應進行相似分類的電影片類別。絕大部分電影類型的理論源自文學批評。電影的基本類別包括“虛構片”和“紀錄片”，而從它們又誕生了其他子分類，文獻紀錄片和紀錄劇情片。其他的子項包括以法庭和庭審為主題的影片——律政片。其他一些看上去似乎並無關係的虛構片類型也可以結合成新的類型，例如《鬼玩人》系列電影中結合了恐怖與喜劇。其他流行的子類別還包括浪漫喜劇片和動作喜劇片。
電影通常可以根據場景、主題、情感、格式、目標觀眾和預算進行分類。根據場景可以區分出戰爭片、西部片或太空歌劇片等；根據主題可以區分出科幻片、運動片或犯罪片等；根據情感可以區分喜劇片、恐怖片或催淚片等；根據格式則有兩個標準，鏡頭（比如：橫向壓縮寬屏幕）和膠片（例如：35毫米、16毫米膠片、8毫米）；根據目標觀眾可區分兒童片、青春片和女性片等；而根據預算規模則可以區分B級片、大片或小成本電影等。

## 類型範例
一部类型片就是电影本身遵从了一些或全部的特定类型的惯例，而不管在其拍摄时是否有意。

## 影片類別

### 情節 (plot)
- 線性敘事（Linear narrative）
- 非線性敘事（英语：Nonlinear narrative）
- 多線性敘事
- 回憶敘事（英语：Flashback (narrative)）
- 環形結構敘事

### 格式 (Format)
- 故事片/劇情片
- 傳記片
- 紀錄片
  - 文獻紀錄片
- 实验片
- 動畫片/卡通片
- 音樂歌舞片
- 戲曲片
- 舞台藝術片
- 雜糅片（英语：Hybridity）
  - 記錄劇情片（英语：Docufiction）
- 短片
- 预告片

### 观众 (Audience)
- 儿童片
- 青春片
- 成人片
- 女性片
  - 女性主义片
- 同志片

### 場境 (Setting)
- 動作片/武打片
  - 間諜片/
特工片
  - 動作驚悚片
  - 超級英雄片
- 警匪片
- 醫學片
- 武俠片
- 古裝片
- 功夫片
- 運動片
- 戰爭片
- 歷史片
- 災難片
  - 末日片
- 冒險片
- 西部片
- 玄幻片
- 奇幻片
- 科幻片
  - 太空西部（英语：Space Western）
- 公路片
- 賀歲片

### 心情 (Mood)
- 劇情片
  - 犯罪片
    - 黑幫片

  - 歷史片
  - 倫理片
    - 家庭倫理片

  - 律政片
  - 政治劇情（英语：Political drama）
  - 心理片（英语：Psychodrama）
  - 劇情喜劇片（英语：Comedy-drama）
  - 悲劇片
- 喜劇片
  - 儀態喜劇片（英语：Comedy of manners）
  - 棍棒喜劇片（英语：Slapstick）
  - 黑色喜劇片
  - 恐怖喜劇片（英语：Comedy horror）
  - 浪漫喜劇片
  - 青春片
- 愛情片
- 恐怖片
  - 鬼片
  - 殭屍片
  - 喪屍片
  - 心理恐懼
- 懸疑片
- 驚悚片
- 邪典片

### 色情 (Porn)
- 情色片/風月片
- 色情片
  - 男男色情片
- 女女色情片

### 地區（Area）
- 華語片
  - 台灣片
  - 港產片
  - 大陆片
- 美國片
- 日本片